# كيفن ماكورميك
كيفن ماكورميك هو مربي كندي، ولد في 1965.